# Westlicher Erdbeerbaum
Der Westliche Erdbeerbaum (Arbutus unedo) ist eine Pflanzenart aus der Gattung der Erdbeerbäume (Arbutus) innerhalb der Familie der Heidekrautgewächse (Ericaceae).

## Beschreibung

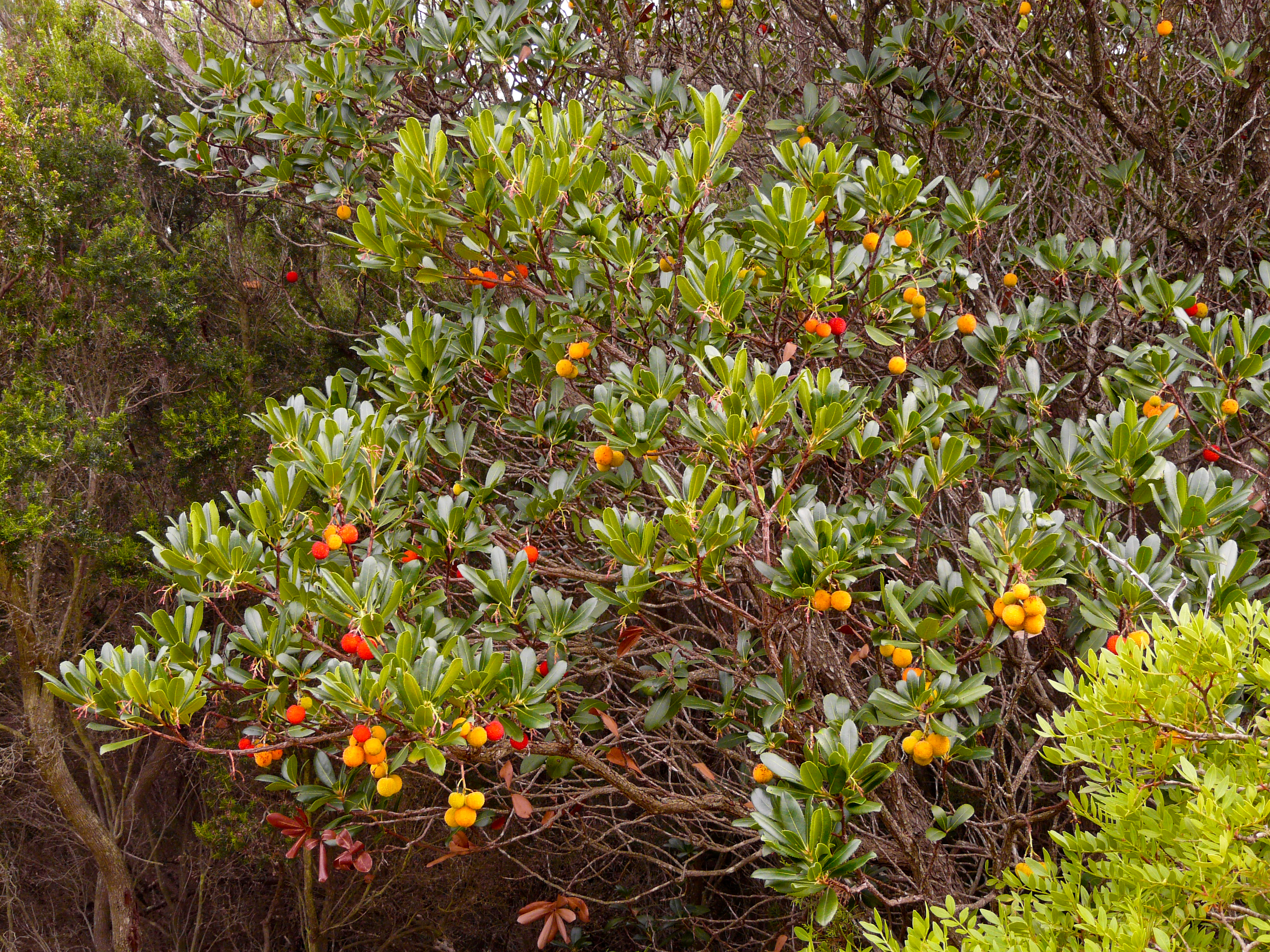
Habitus

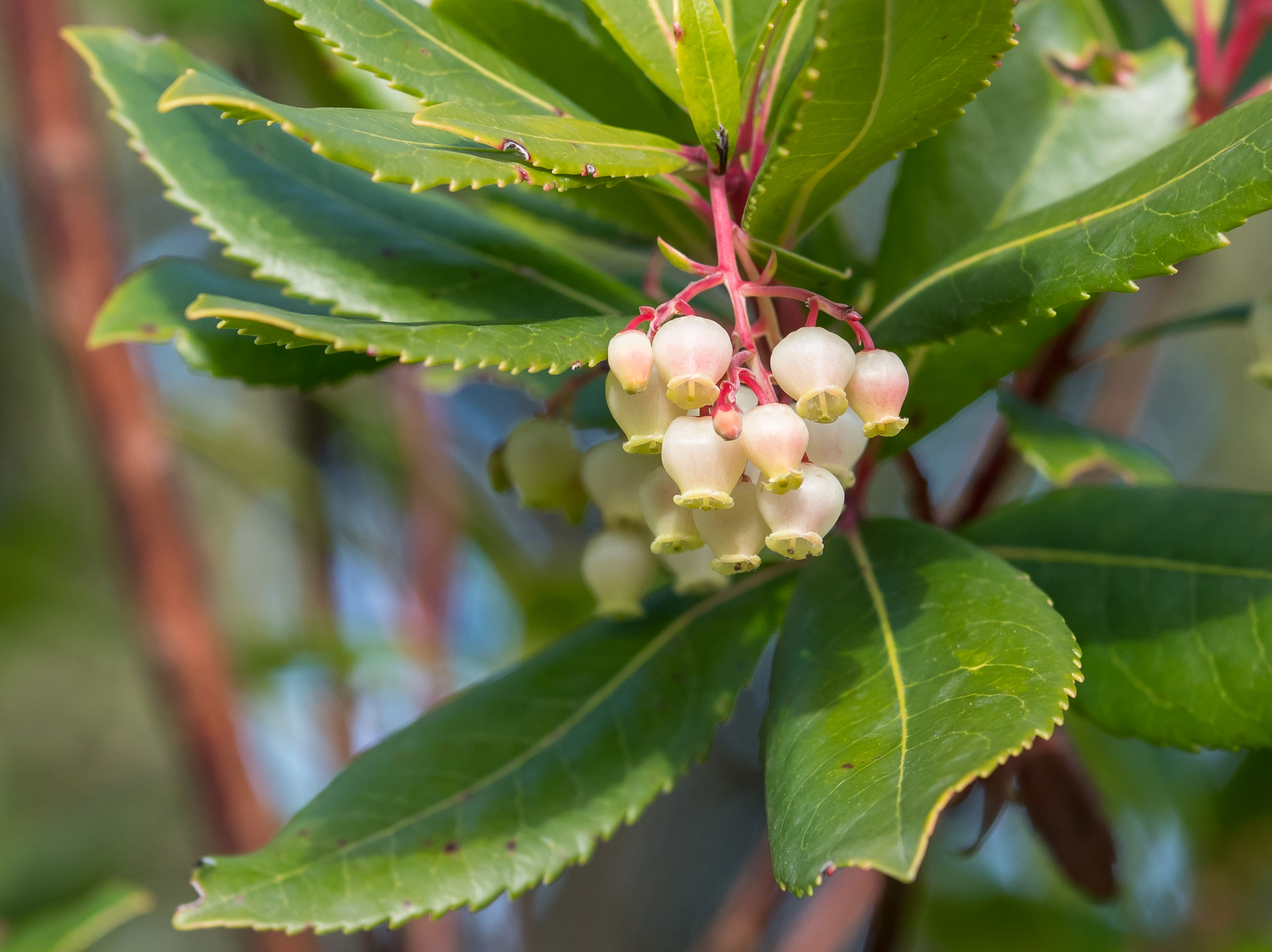
Blütenstand

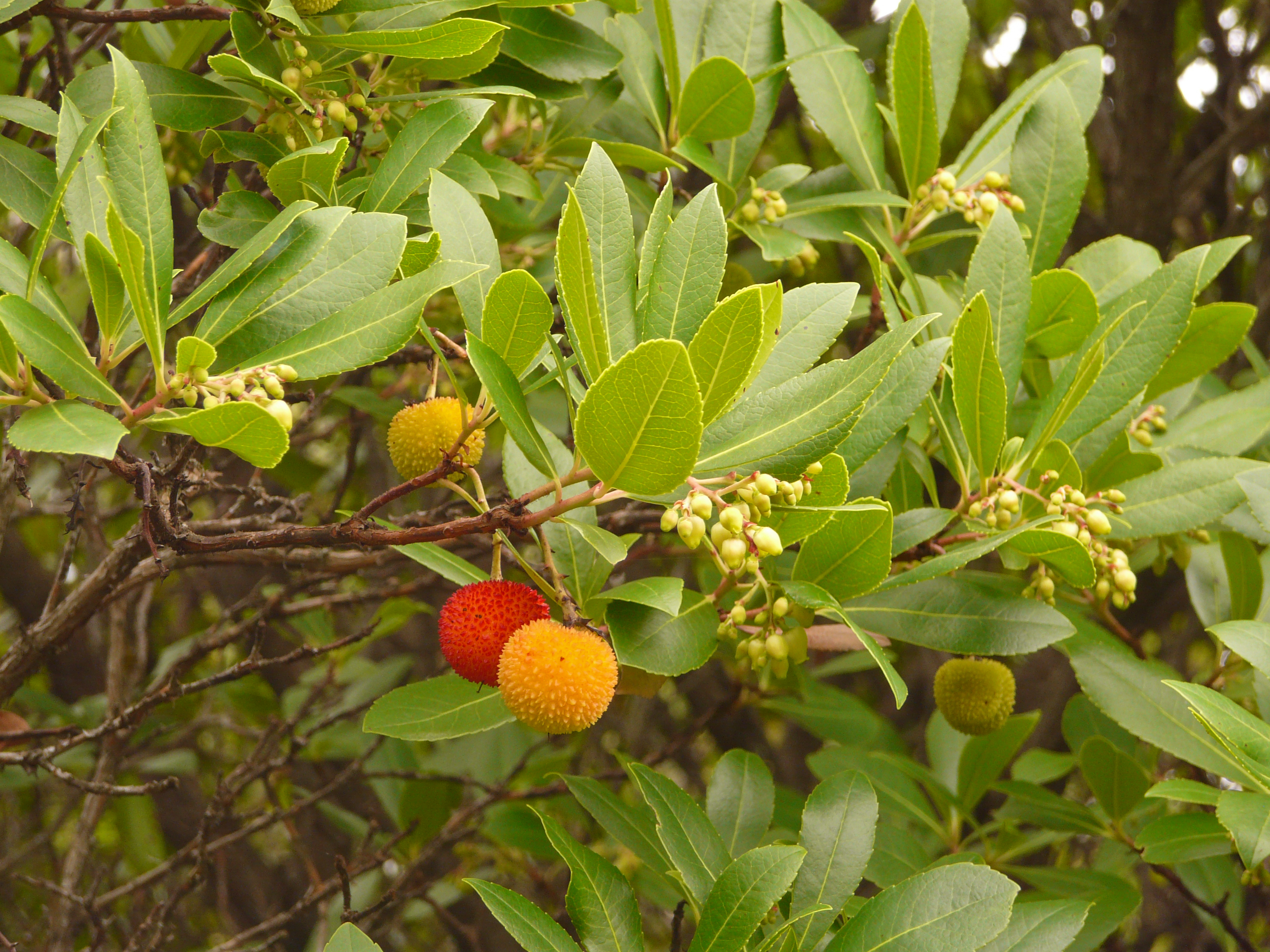
Blüten und Früchte in verschiedenen Reifegraden

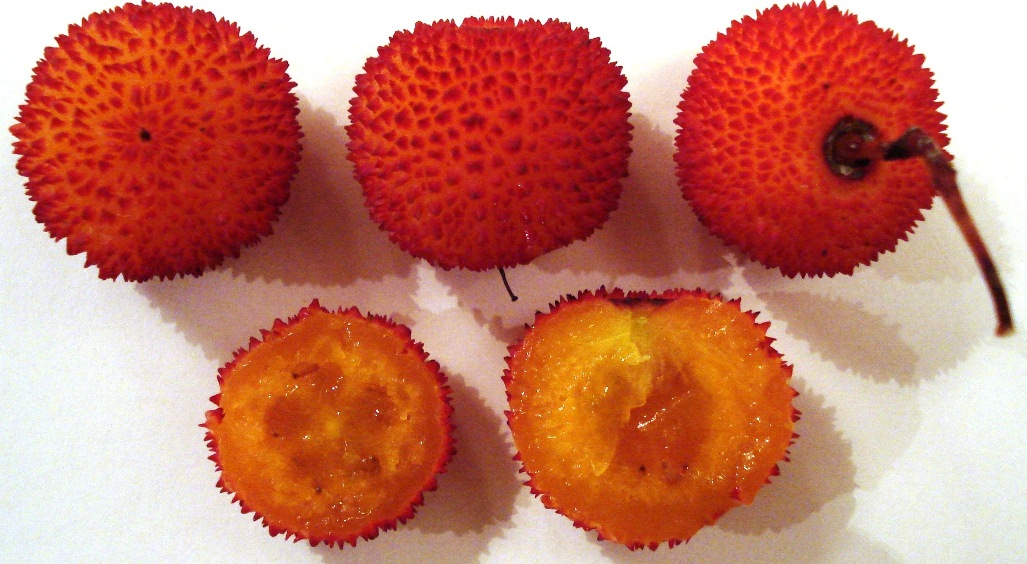
Früchte

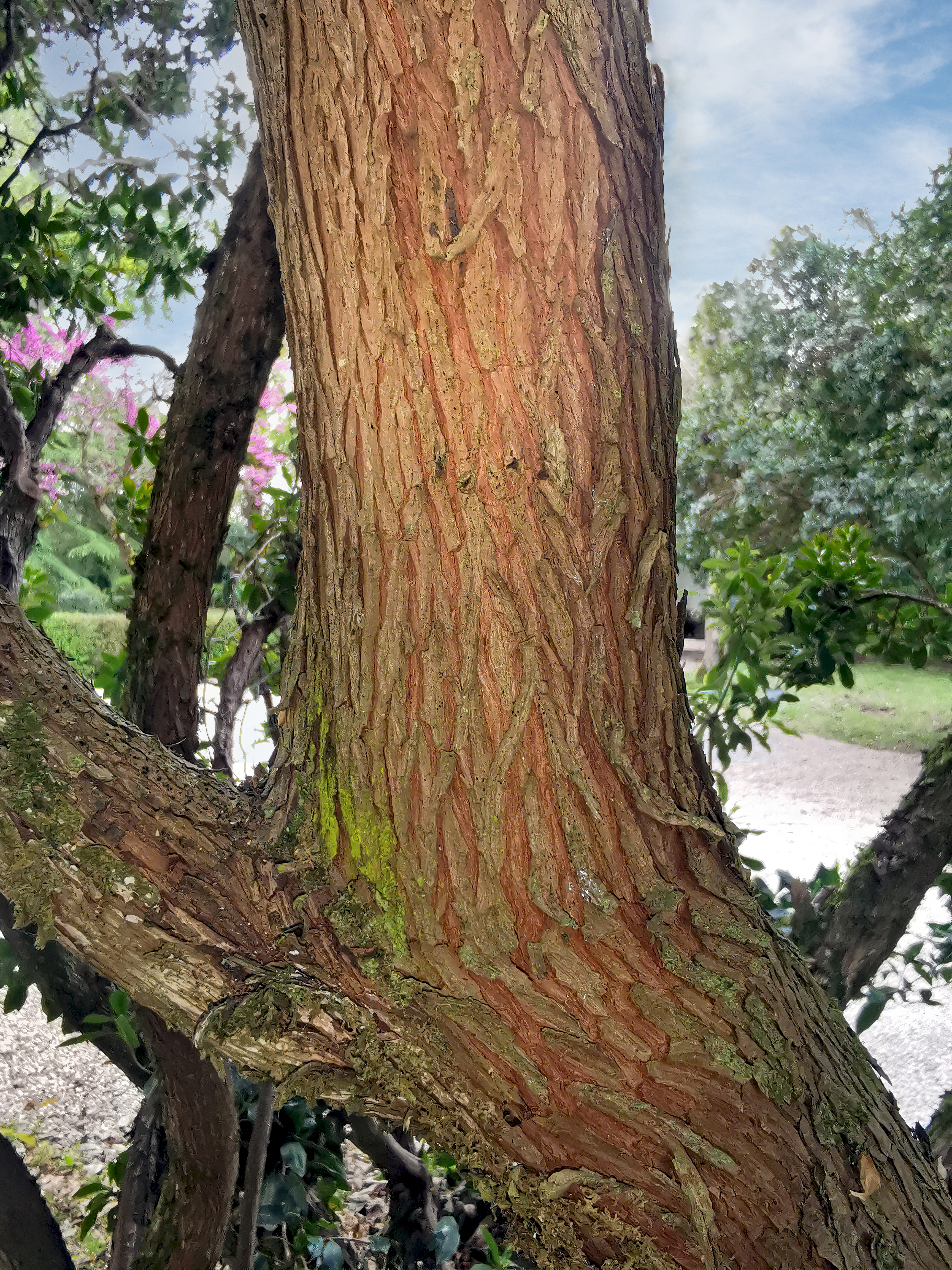
Borke

### Vegetative Merkmale
Der Westliche Erdbeerbaum ist ein immergrüner Strauch oder Baum mit einer Wuchshöhe von 3 bis über 5, selten bis über 10 Metern. Der Stammdurchmesser erreicht bis über 75 Zentimeter. Die Borke ist anfangs dunkel-rot, später grau-braun und rissig bis abblätternd.
Die dicht und wechselständig an den Zweigen angeordneten Laubblätter sind in Blattstiel und -spreite gegliedert. Der Blattstiel ist etwa 1 Zentimeter lang. Die einfache, kahle und ledrige, unterseits hellere Blattspreite ist bei einer Länge von etwa bis 11 Zentimetern sowie einer Breite von etwa 4 Zentimetern verkehrt-eiförmig, -eilanzettlich bis lanzettlich, elliptisch mit meist spitzem bis rundspitzigem oberen Ende. Die Blattoberseite ist dunkelgrün glänzend und der Blattrand ist gesägt.

### Generative Merkmale
Die Blütezeit fällt in die Monate Oktober bis Dezember. Mehrere bis viele gestielte Blüten sind in endständigen, kleinen, oft hängenden, kahlen rispigen Blütenständen angeordnet. Die  duftende, zwittrige Blüte ist radiärsymmetrisch und fünfzählig mit doppelter Blütenhülle. Der Kelch ist sehr klein. Die fünf weißen bis hell-rosafarbenen Kronblätter sind urnenförmig verwachsen. Die 7 bis 9 Millimeter lange Blütenkrone endet in kleinen ausgebreiteten Kronlappen. Der oberständige und mehrkammerige Fruchtknoten ist kahl. Der kurze Griffel überragt die Blütenkrone nur wenig. Es ist ein Diskus vorhanden. Die zehn Staubblätter sind kurz. Die behaarten, im unteren Teil verbreiterten Staubfäden besitzen an ihrem oberen Ende zwei pfriemliche Anhängsel.
Die Früchte sind Beeren mit Griffelresten am oberen Ende und sind bei einem Durchmesser von 2 bis 3 Zentimetern rundlich und enthalten mehrere Samen. Die Früchte reifen so langsam, dass rote Früchte und Blüten gleichzeitig an einem Exemplar hängen. Sie haben eine warzige Oberfläche, sind anfangs grün, färben sich mit zunehmender Reife orange bis rot und erinnern dann an die Erdbeeren; daher rührt auch der deutsche Trivialname Erdbeerbaum. Das Innere der Früchte ist gelb-orange und von fleischiger bis mehliger Konsistenz. Die Samen sind bis etwa 3 Millimeter groß.
Die Chromosomenzahl beträgt 2n = 26.

## Ökologie
Beim Westlichen Erdbeerbaum handelt es sich um einen Winterblüher. Der Westliche Erdbeerbaum ist befähigt, nach Kahlschlag oder Brand sich innerhalb kurzer Zeit aus „Wurzelschossen“ zu erneuern.
Als Bestäuber wurden Hummeln beobachtet. Arbutus unedo ist protogyn, also vorweiblich.
Die Diasporen werden durch die Elster und den Eichelhäher ausgebreitet. Die Früchte sind genießbar und besitzen ein leicht süßes Aroma.

## Vorkommen

Verbreitungsgebiet

Der Westliche Erdbeerbaum ist für den Mittelmeerraum typisch. Er kommt in immergrünen Wäldern der Region um das Mittelmeer vor, daneben aber auch an der Atlantikküste bis nach Irland. Man findet ihn auch häufig an Straßenrändern. Wegen seiner „Resistenz“ gegenüber Luftverschmutzung wird er versuchsweise auch in Städten angepflanzt. Er steigt in den Cevennen bis in Höhenlagen von 600 Metern, im hohen Atlas bei Marrakesch bis 1500 Meter auf. Größere Bestände finden sich auf Mallorca in den Wäldern der Serra de Tramuntana. In Mitteleuropa kommt er nur in Norditalien am Monte Baldo vor, wo er 1566 schon von Francesco Calzolari entdeckt wurde.

## Taxonomie und Etymologie
Die Erstveröffentlichung von Arbutus unedo erfolgte 1753 durch Carl von Linné in Species Plantarum, Tomus I, S. 395.
Das Artepitheton unédo (und nicht únedo) wurde von Carl von Linné vergeben. Arbutus unedo bezieht sich somit auf Erdbeerbaum und dessen Frucht. Vorlinneisch war diese Art als Arbutus folio serrato oder Unedo Plinii vulgo bekannt. Die von Plinius dem Älteren vorgetragene naive Deutung von unum tantum edo (= ich esse nur eine) findet sich noch 1852 bei Wittstein.

## Trivialnamen
Altertümliche Namen sind Meerkirsche, Meerfrucht, Sandbeere oder Hagapfel.

## Arbutus in der Dichtung
Der römische Dichter Vergil beschreibt in der Äneis, dem römischen Nationalepos, die um ca. 19 v. Ch. vollendet wurde, wie Pallas, der gefallene Mitstreiter des Aeneas im Kampf gegen die Rutuler, auf einem Lager „aus eichenem Spross und Arbutusreisig gewebt“ aufgebahrt wird:
Ohne Verzug wird jetzo die weichgeflochtene Bahre

Ihm aus eichenem Sprosse gewebt und Arbutusreisig,

Dann das erhöhete Lager umpflanzt mit laubiger Schattung.
Der römische Dichter Ovid erwähnt den Erdbeerbaum in seiner Beschreibung des „Goldenen Zeitalters“, enthalten in den Metamorphosen (ca. 8 n. Chr.): 
… und von schneidender Pflugschar

nimmer verletzt gab alles von selbst die gesegnete Erde,

und mit Speisen zufrieden, die zwanglos waren gewachsen,

lasen sie Arbutusfrucht, Erdbeeren an sonniger Halde

oder am rauhen Gerank Brombeeren und rote Cornellen

und von dem ästigen Baume des Iupiter fallende Eicheln.
Der italienische Dichter Giovanni Pascoli erwähnt den Arbutus in zwei Werken. In der Ode Al Corbezzolo (italienisch „Dem Arbutus“ (1906))  und in der Ode Inno a Roma (italienisch „Hymne an Rom“ (1911)).

## Heraldik und Symbolik
In der Heraldik wird der Erdbeerbaum im Wappen der spanischen Hauptstadt Madrid abgebildet.
Das Wappen der Provinz Ancona (Italien) zeigt einen Zweig des Erdbeerbaums, der von einem abgewinkelten Arm gehalten wird.
Der Erdbeerbaum mit seinen grünen Blättern, weißen Blüten und roten Früchten gilt, weil er die Nationalfarben abbildet, als eines der nationalen Symbole Italiens.

Wappen von Madrid mit stilisiertem Erdbeerbaum, spanisch madroño
Wappen der Provinz Ancona  mit einem Zweig des Erdbeerbaums mit goldenen Früchten

## Inhaltsstoffe
Die Rinde des Westlichen Erdbeerbaums enthält Andromedotoxin.

## Verwendung
Das harte Holz des Westlichen Erdbeerbaumes wird nur örtlich genutzt. Es stellt jedoch ein hervorragendes Brennmaterial mit einem hohen Heizwert dar.
Die etwas geschmacklosen, aber süßen Früchte eignen sich zum rohen Verzehr, aber auch zum Kochen von Konfitüren und Marmeladen. In Portugal werden die Früchte zu einem für die Region typischen klaren Schnaps namens Medronho destilliert. Auf Sardinien ist ein Blütenhonig als „Amaro di Corbezzolo“ bekannt.